# Sports Chanbara

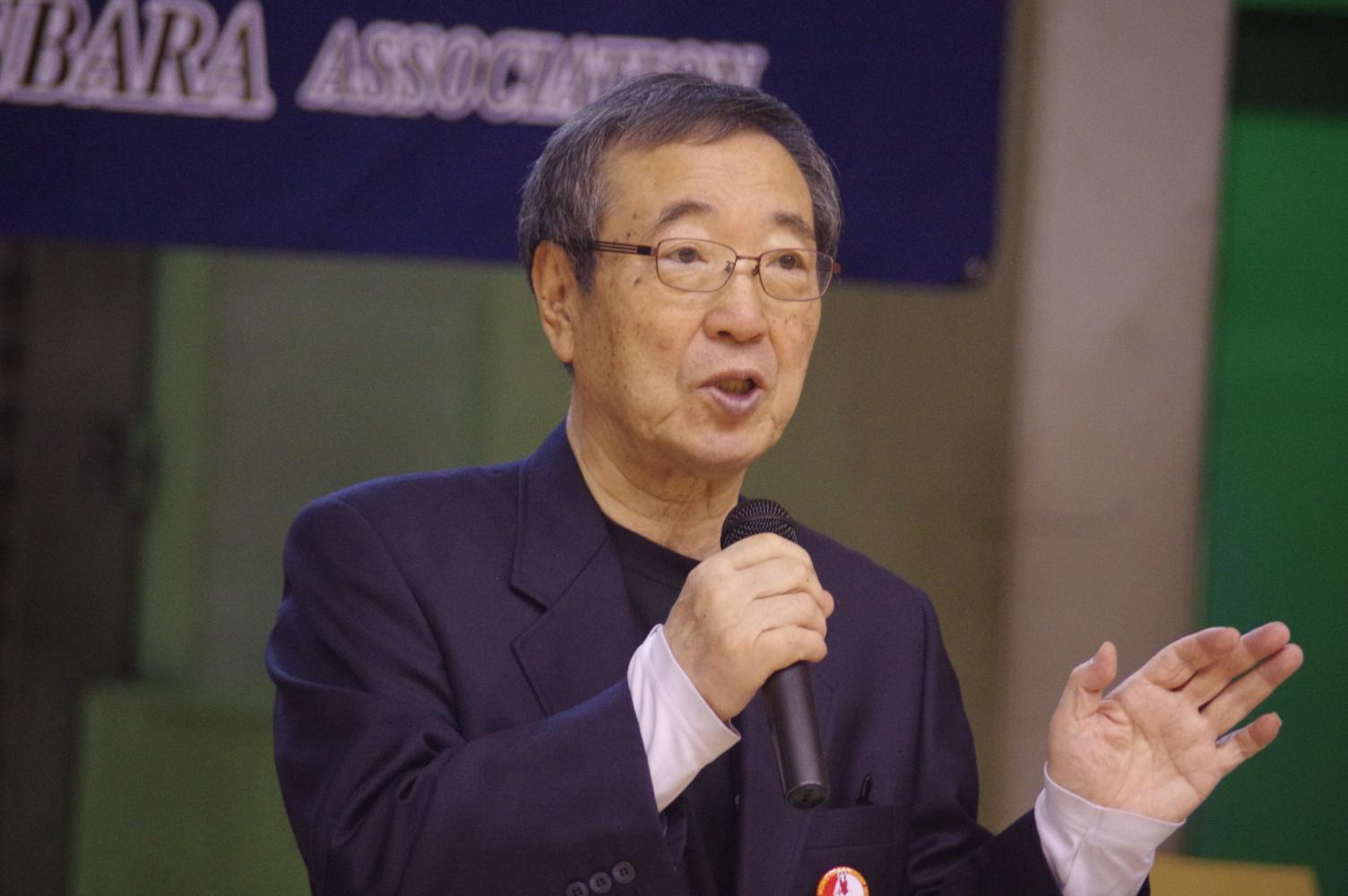
M° Tetsundo Tanabe, fondatore dello Sports Chanbara

Lo Sports Chanbara (スポーツチャンバラ chiamato anche con l'abbreviazione スポチャン "SpoChan") è una un'arte marziale giapponese fondata dal Maestro Tetsundo Tanabe nel 1971 e importata in Italia nel 1998. Chanbara significa letteralmente “combattimento con la spada” e richiama il suono prodotto dal contatto tra le spade utilizzate dai Samurai.

## Storia

### Le origini
Lo Sports Chanbara nasce negli anni '70 del secolo scorso, ma le sue radici si innestano fino al IV secolo. Infatti, nasce dalle tradizioni militari e dalle arti schermistiche del Medioevo giapponese, rese note in tutto il mondo dai guerrieri del Sol Levante. Questi, oltre a conoscere le tecniche di combattimento corpo a corpo, erano addestrati a maneggiare con assoluta perizia vari tipi di armi, quali il pugnale (Tantō), la spada corta (Kodachi o Wakizashi), la spada lunga (Katana), la lancia (Yari), l'alabarda (Naginata) o il bastone (Bō).
Prendendo spunto dalle arti marziali giapponesi, che approfondiscono lo studio dell’utilizzo di tali armi, il Maestro giapponese Tetsundo Tanabe ha pensato di elaborare una disciplina che consentisse l’utilizzo di tutte queste armi in versione sportiva. La nascita ufficiale si fa risalire ad una pubblicazione di un opuscolo nel 1971 da parte del Maestro riguardante la nuova disciplina. Il tema dell'opuscolo era Le tecniche derivano essenzialmente dall'autodifesa. La disciplina crebbe e dopo due anni, nel 1973, fu inaugurata la All Japan Goshindo Federation. Nello stesso anno, incominciarono ad essere svolte le prime competizioni su piccola scala e attività informative.
Oggi, il numero degli atleti ha raggiunto i trecentomila e i maestri ufficialmente riconosciuti sono circa quattromila. In Giappone, il Chanbara si pratica da Hokkaido fino a Okinawa e ogni associazione nelle varie aree sta diventando sempre più competente e tenendo le proprie competizioni.
Al di fuori del paese natale, il numero degli atleti è cresciuto anno dopo anno e i Paesi in cui si pratica questo sport è in costante aumento. Oltre all'Italia, si tengono competizioni di Chanbara in:

#### Asia e Oceania
Australia, Arabia Saudita, Bangladesh, Cina, Corea, Filippine, Giappone, Hong Kong, India, Iran, Indonesia, Israele, Malesia, Mongolia, Nepal, Nuova Caledonia, Nuova Zelanda, Pakistan, Singapore, Sri Lanka, Siria, Thailandia, Taiwan, Turchia, Uzbekistan.

#### Europa
Armenia, Azerbaijan, Belgio, Bielorussia, Bulgaria, Croazia, Estonia, Finlandia, Francia, Georgia, Germania, Grecia, Irlanda, Italia, Lettonia, Macedonia, Moldavia, Paesi Bassi, Polonia, Regno Unito, Repubblica Ceca, Romania, Russia, Serbia, Slovacchia, Spagna, Svezia, Svizzera, Ucraina, Ungheria.

#### Nord e Centro America
Canada, Honduras, Messico, Stati Uniti d'America.

#### Sud America
Brasile, Panama, Perù.

#### Africa
Burkina Faso, Egitto, Madagascar, Marocco, Nigeria, Ruanda, Sud Africa.

### Organizzazioni

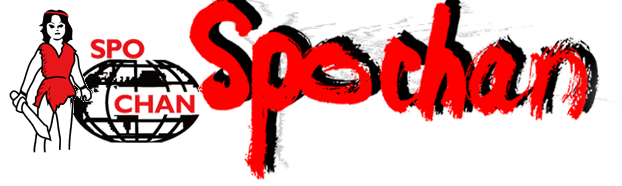
Logo dell'I.S.C.A. (International Sports Chanbara Association), Organizzazione internazionale ufficiale

Tutti questi Paesi oggi sono coordinati dall'associazione internazionale ufficiale, ovvero l'I.S.C.A. (International Sports Chanbara Association) di cui il Maestro Tanabe è il presidente.

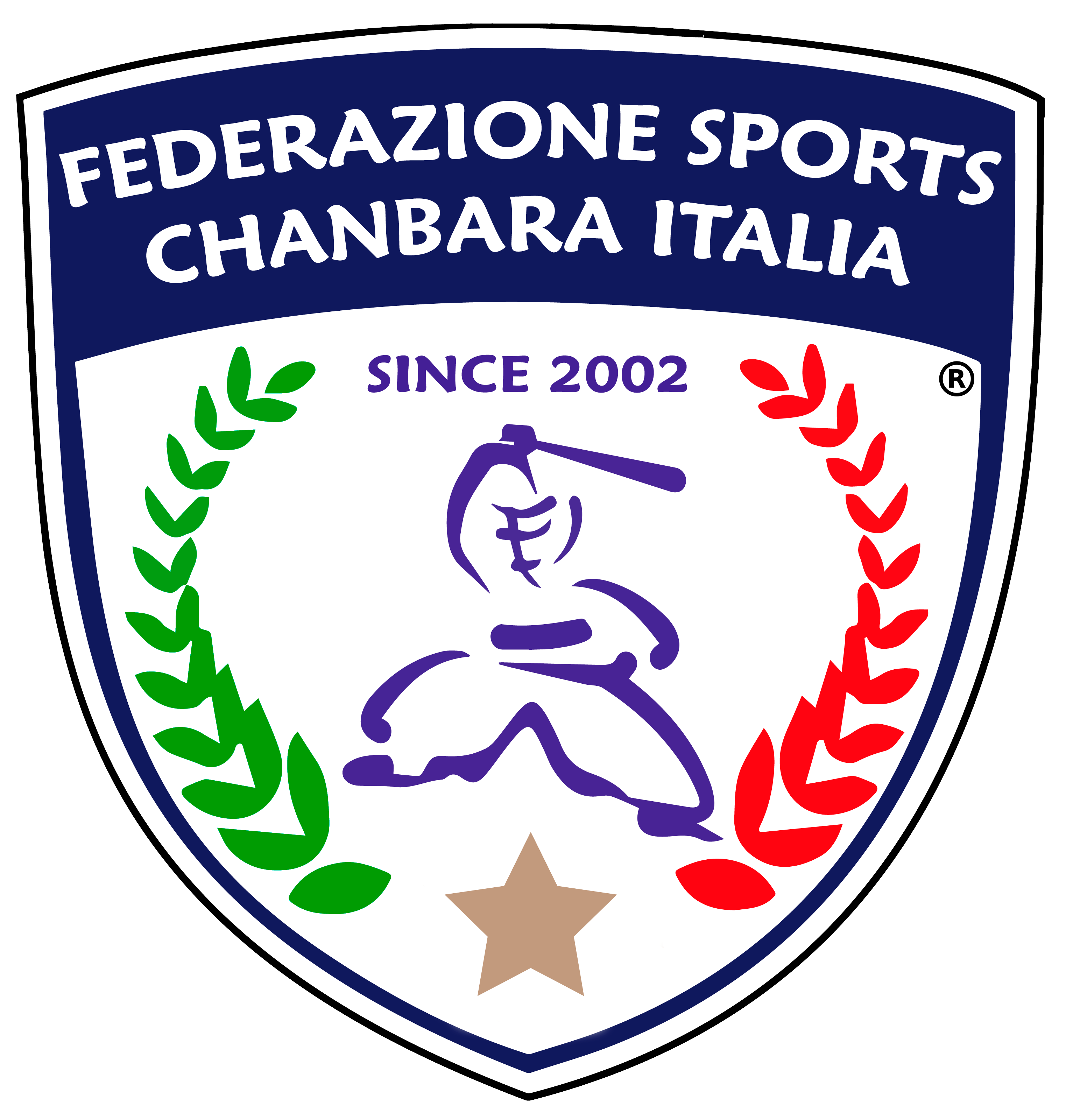
Logo della Fe.S.C.I. (Federazione Sports Chanbara Italia), Organizzazione nazionale ufficiale

In Italia, la Fe.S.C.I. (Federazione Sports Chanbara Italia) è stata riconosciuta ufficialmente dall’I.S.C.A. nel 2002 e ad essa fa riferimento la Nazionale Italiana Spochan.

## Descrizione
Lo Sports Chanbara è uno sport moderno, attento al miglioramento psicomotorio ed alla sicurezza dei praticanti che, raccogliendo tutti gli aspetti tecnico-tattici delle altre discipline schermistiche orientali, ma anche di quelle occidentali, ne privilegia il profilo dello sport e del gioco. L’utilizzo della spada è infatti diffuso in tutto il mondo fin dai tempi più antichi, ma gli stili utilizzati sono differenti. Lo Sports Chanbara, attraverso l’utilizzo di un attrezzo leggero che quindi non comporta la necessità di tutelare il corpo con ingombranti e pesanti protezioni, consente agli “spadaccini” di tutto il mondo di confrontarsi divertendosi attraverso la pratica di uno sport moderno caratterizzato da azioni estremamente veloci e pertanto altamente spettacolari.
Questa disciplina, che praticata ad alti livelli comporta l’esigenza di un intenso allenamento tecnico e fisico, ha regole molto semplici e l’incontro agonistico rappresenta un duello. Infatti, così come nel duello reale chi colpiva per primo l’avversario otteneva la vittoria, uccidendolo, nello Sports Chanbara chi colpisce l’avversario ottiene il punto, vincendo il combattimento.

## Obiettivi in gara dello Sports Chanbara

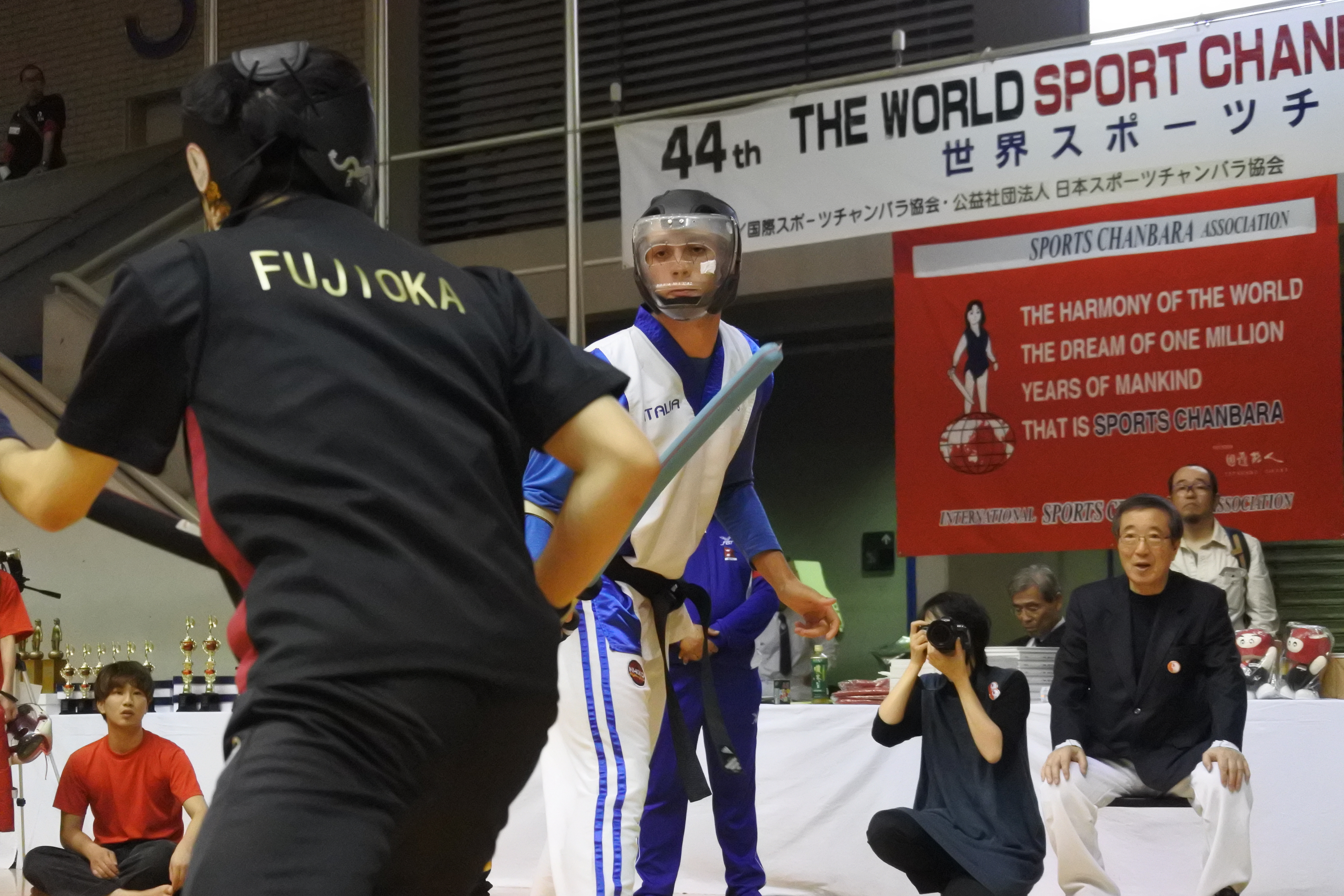
Datotsu di Choken Free

Nello Sports Chanbara esistono due tipi di competizioni: Datotsu (Combattimento) e Kihon Dousa (Forme).

### Datotsu
Nel Datotsu l’incontro viene vinto da chi ottiene il primo punto (Shobu Ippon), oppure da chi ottiene due punti su tre (Shobu Sanbon). La durata dell’incontro è di un minuto, con estensione di trenta secondi nel caso di parità al termine del tempo regolamentare negli incontri al meglio di un punto, mentre gli incontri al meglio dei tre punti hanno una durata di tre minuti con estensione di trenta secondi in caso di parità. In questo sport, nella maggior parte delle specialità citate, tutto il corpo dell’avversario è bersaglio valido. È importante sottolineare che ogni punto sarà ritenuto valido solo se i colpi portati saranno considerati realmente efficaci e volontari nella loro azione.

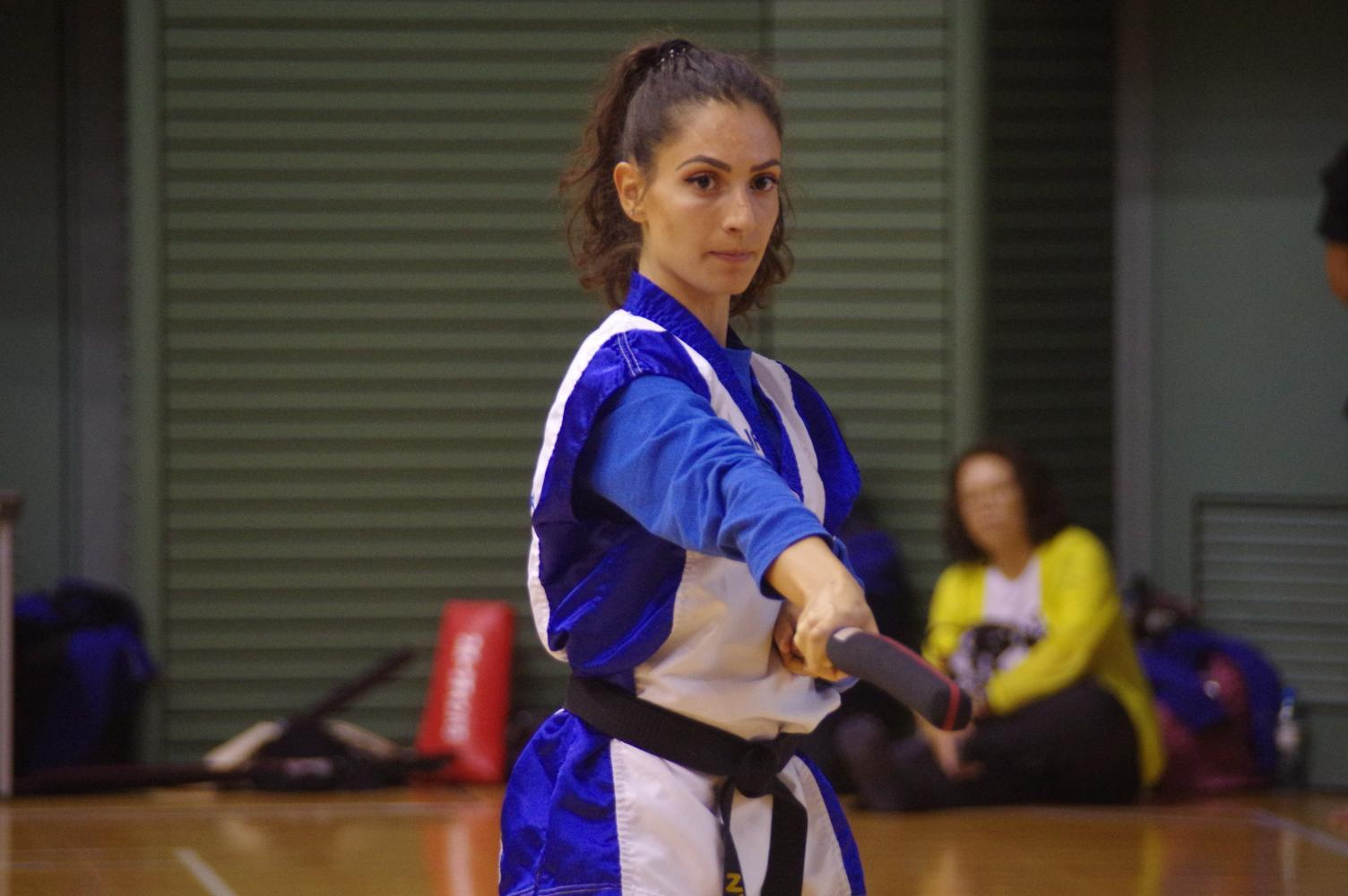
Kihon Dousa di Naginata

### Kihon Dousa
Nei Kihon Dousa, dove bisogna eseguire la sequenza dei 5 colpi tecnici fondamentali indirizzati ai principali bersagli (testa – polso – busto – gamba – plesso solare) di un ipotetico avversario, vince chi, secondo i giudici di gara, avrà eseguito la forma migliore. Le competizioni di Sports Chanbara si svolgono all’interno di un’area quadrata che può misurare dai 6×6 ai 9×9 metri. Le tipologie di superficie sulle quali si pratica lo Sports Chanbara sono principalmente parquet e tatami.

## Le specialità
1. KODACHI (combattimento con Spada Corta ad una mano)
2. CHOKEN FREE STYLE (combattimento con Spada Lunga ad una o due mani)
3. CHOKEN MOROTE O RYOTE (combattimento con Spada Lunga obbligatorio a due mani)
4. NI TO (combattimento con Spada Lunga e Spada Corta / o doppia Spada Corta per bambini)
5. TATE – KODACHI (combattimento con Spada Corta e Scudo)
6. TATE – CHOKEN (combattimento con Spada Lunga e Scudo)
7. TANTO (combattimento con Pugnale)
8. TANSO (combattimento con Spada Lunga a due mani con solo affondo al cuore)
9. BO (combattimento con Bastone Lungo)
10. JO (combattimento con Bastone Corto)
11. YARI (combattimento con Lancia)
12. NAGINATA (combattimento con Alabarda)

## Le categorie

### Regolamento Nazionale
Nel regolamento nazionale, le categorie sono divise nella seguente maniera:
| Categoria                | Età            | Divisione maschile/femminile | Agonistica/Non agonistica | Kyu/Dan |
| ------------------------ | -------------- | ---------------------------- | ------------------------- | ------- |
| Gioco Chanbara Fanciulli | anni 6/7       | No                           | Non agonistica            | Kyu     |
| Gioco Chanbara Bambini   | anni 8/9       | No                           | Non agonistica            | Kyu     |
| Speranze                 | anni 10/11     | Si                           | Pre-agonistica            | Kyu     |
| Ragazzi                  | anni 12/13     | Si                           | Agonistica                | Misto   |
| Cadetti                  | anni 14/15     | Si                           | Agonistica                | Misto   |
| Juniores                 | anni 16/17     | Si                           | Agonistica                | Misto   |
| Assoluti                 | fino a 39 anni | Maschile                     | Agonistica                | Kyu     |
| Assoluti                 | fino a 39 anni | Maschile                     | Agonistica                | Dan     |
| Assoluti                 | da anni 18 +   | Femminile                    | Agonistica                | Misto   |
| Veterani                 | anni 40 +      | Maschile                     | Agonistica                | Misto   |

#### Gare a squadre
Gara a squadre Kihon Dousa (Forme), misto;
Gara a squadre Datotsu (Combattimento), maschile - femminile;

#### Gran Champion
Il Grand Champion è lo scontro tra i vincitori di ogni categoria nel Kihon Dousa (Forme) e di ogni specialità all'interno di una categoria nel Datotsu (Combattimento).

### Regolamento Internazionale
Nel regolamento internazionale, le categorie sono divise nella seguente maniera:
| Grado      | Divisione maschile/femminile |
| ---------- | ---------------------------- |
| 9º/10º kyu | Misto                        |
| 7º/8º Kyu  | Misto                        |
| 5º/6º Kyu  | Misto                        |
| 3º/4º Kyu  | Misto                        |
| 1º/2º Kyu  | Misto                        |
| 1º Dan     | Si                           |
| 2º Dan     | Si                           |
| 3º Dan     | Si                           |

#### Gara a squadre
Gara a squadre Kihon Dousa (Forme), misto;
Gara a squadre Datotsu (Combattimento), maschile - femminile;

#### Grand Champion
Il Grand Champion è lo scontro tra i vincitori di ogni categoria nel Kihon Dousa (Forme) e di ogni specialità all'interno di una categoria nel Datotsu (Combattimento).

## Le attrezzature utilizzate nello Sports Chanbara

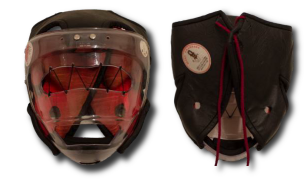
Men, caschetto

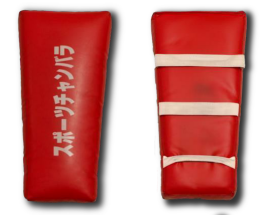
Tate, scudo

Gli attrezzi sportivi usati nello Sports Chanbara rappresentano tutte le armi tradizionali giapponesi precedentemente menzionate e sono omologati in base alla loro lunghezza e tipologia d’uso. Si suddividono in armi in spugna o in materiale gommoso soffice per quanto riguarda i bambini fino ai 9 anni (categorie non agonistiche). Dai 10 anni in su (categorie pre-agonistiche e agonistiche) si utilizzano armi ad aria compressa (SOFT – AIR), ovvero formate da una camera d’aria rivestita di stoffa che viene gonfiata fino ad irrigidirsi similmente ad un bastone. Inoltre, per alcune specialità, viene utilizzato lo scudo (TATE), composto al suo interno da materiale in spugna e rivestito in pvc morbido. Le uniche protezioni che si utilizzano per proteggere il proprio corpo sono il caschetto (MEN, dotato di maschera in policarbonato resistente ai colpi) e guantini per proteggere le mani. Per quanto riguarda queste attrezzature, in ambito nazionale e internazionale, vige l’obbligo di utilizzare solo ed esclusivamente quelle conformi ai requisiti richiesti dalla Federazione Sports Chanbara Italia e quelle omologate dall’International Sports Chanbara Association.

## Le misure delle “armi” nello Spochan
| Arma            | Descrizione      | Lunghezza | Foto |
| --------------- | ---------------- | --------- | ---- |
| Kodachi         | Spada corta      | 60 cm     |      |
| Choken          | Spada lunga      | 100 cm    |      |
| Jo              | Bastone corto    | 140 cm    |      |
| Bo              | Bastone lungo    | 200 cm    |      |
| Yari - Naginata | Lancia/Alabastra | 200 cm    |      |
| Tanto           | Pugnale          | 45 cm     |      |

## L’abbigliamento nello Sports Chanbara

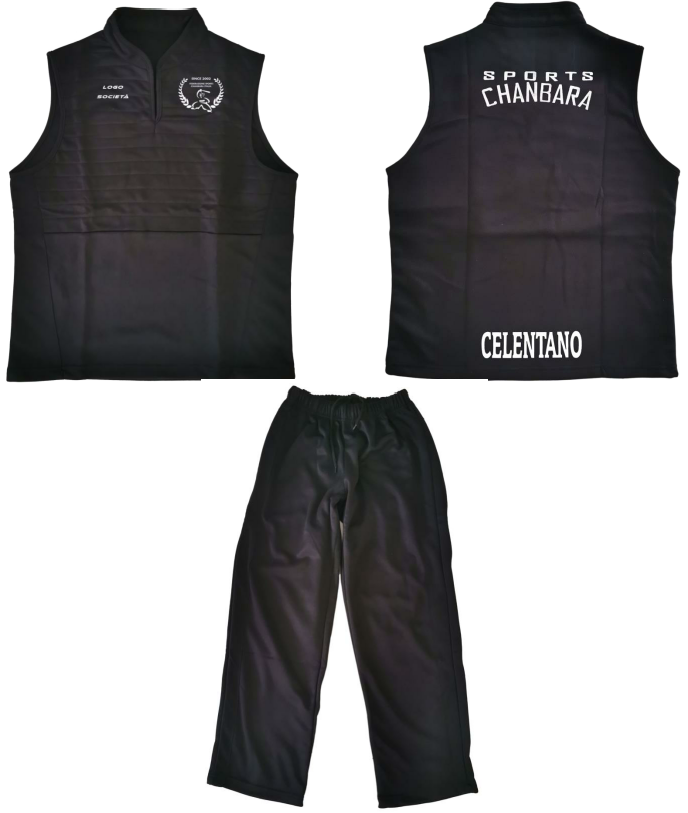
Kimono (Gi) nero, modello giapponese

Pur non essendoci una regola in tal senso anche nello Sports Chanbara, come nella maggior parte delle Arti Marziali, tendenzialmente viene utilizzato come abbigliamento il Kimono (Gi) con cintura. Il Gi cambia le proprie caratteristiche (nel modello e nei colori) a seconda dei requisiti richiesti da quelle nazioni che ne contemplano e/o obbligano l’utilizzo. Ad esempio, in Italia, vige la regola che obbliga gli atleti che partecipano alle competizioni di indossare il Kimono del Chanbara conforme ai requisiti richiesti dalla Fe.S.C.I. Sotto la casacca è obbligatorio indossare una maglietta a maniche corte o lunghe.

## Gradi e qualifiche nello Spochan
Essendo presenti nello Sports Chanbara sia profili di sport che di marzialità vera e propria, è previsto un sistema di cinture per la graduazione che si articola in Cinture Colorate (Kyu) e Cinture Nere (Dan). In particolare le cinture colorate sono sei: 6º Kyu (Cintura Bianca), 5º Kyu (Cintura Gialla), 4º Kyu (Cintura Arancione), 3º Kyu (Cintura Verde), 2º Kyu (Cintura Blu), 1º Kyu (Cintura Marrone), mentre le Cinture Nere sono dieci, ordinate in senso ascendente partendo dal primo e così via. I passaggi di grado per le Cinture Colorate avvengono attraverso un esame sostenuto all’interno delle singole Associazioni, conformemente alle linee guida stilate dalla Direzione Tecnica Nazionale della Federazione Sports Chanbara Italia.
Gli esami per il conseguimento del grado di Cintura Nera dal 1° al 4º Dan sono svolti secondo un preciso programma tecnico di difficoltà crescente, parimenti stilato dalla Direzione Tecnica Nazionale e sono previste due sessioni a livello nazionale. Gli esami dal 5º Dan in poi invece vengono effettuati o anche assegnati al merito in Giappone presso la sede dell’International Sports Chanbara Association (I.S.C.A.) sempre su indicazione della Federazione Sports Chanbara Italia.
Vi è infine un Sistema di Qualifiche per Insegnanti Tecnici, articolato attraverso i differenti livelli di Allenatore, Istruttore e in ultimo di Maestro, che vengono conseguiti a seguito della frequenza dei corsi tenuti dalla Direzione Tecnica Nazionale Fe.S.C.I. ed al positivo superamento dell’esame di verifica finale, a seguito del quale viene rilasciato l’apposito diploma rilasciato ed abilitante all’insegnamento della disciplina conformemente alla normativa italiana.

## Campionati internazionali vinti
Qui di seguito, i titoli vinti nelle competizioni a squadre della nazionale italiana:
| Anno | Luogo    | Medaglia | Specialità    |
| ---- | -------- | -------- | ------------- |
| 1999 | Yokohama | Argento  | Datotsu       |
| 2006 | Tokyo    | Bronzo   | Datotsu       |
| 2007 | Yokohama | Oro      | Datotsu       |
| 2008 | Tokyo    | Oro      | Datotsu       |
| 2009 | Tokyo    | Oro      | Datotsu       |
| 2016 | Tokyo    | Argento  | Kihon Duousa  |
| 2016 | Tokyo    | Bronzo   | Datotsu Men   |
| 2018 | Tokyo    | Argento  | Kihon Dousa   |
| 2018 | Tokyo    | Bronzo   | Datotsu Men   |
| 2019 | Tokyo    | Oro      | Datotsu Men   |
| 2019 | Tokyo    | Oro      | Datotsu Women |
| 2019 | Tokyo    | Argento  | Kihon Dousa   |

| Anno | Luogo       | Medaglia | Specialità             |
| ---- | ----------- | -------- | ---------------------- |
| 2004 | Francia     | Oro      | Datotsu                |
| 2008 | Estonia     | Oro      | Datotsu                |
| 2008 | Estonia     | Argento  | Kihon Dousa            |
| 2010 | Romania     | Bronzo   | Datotsu                |
| 2010 | Romania     | Bronzo   | Kihon Dousa            |
| 2012 | Russia      | Argento  | Datotsu                |
| 2012 | Russia      | Bronzo   | Kihon Dousa            |
| 2014 | Germania    | Oro      | Datotsu                |
| 2014 | Germania    | Bronzo   | Kihon Dousa            |
| 2016 | Francia     | Oro      | Datotsu                |
| 2016 | Francia     | Oro      | Kihon Dousa            |
| 2017 | Italia      | Oro      | Datotsu Women          |
| 2017 | Italia      | Oro      | Kihon Dousa            |
| 2019 | Bielorussia | Oro      | Datotsu Women          |
| 2019 | Bielorussia | Oro      | Datotsu Men            |
| 2019 | Bielorussia | Oro      | Kihon Dousa            |
| 2022 | Serbia      | Oro      | Kihon Dousa            |
| 2022 | Serbia      | Oro      | Datotsu Women Juniores |
| 2022 | Serbia      | Oro      | Datotsu Women Seniores |
| 2022 | Serbia      | Oro      | Datotsu Men Juniores   |
| 2022 | Serbia      | Argento  | Datotsu Men Seniores   |
| 2024 | Italia      | Oro      | Kihon Dousa            |
| 2024 | Italia      | Argento  | Datotsu Women Juniores |
| 2024 | Italia      | Oro      | Datotsu Women Seniores |
| 2024 | Italia      | Oro      | Datotsu Men Juniores   |
| 2024 | Italia      | Argento  | Datotsu Men Seniores   |

## Risultati Euro-Spochan 2024
Di seguito sono elencati i risultati del XIII Campionato Europeo disputato in Italia:

### Kihon Dousa
| Categoria                     | Oro                          | Argento                  | Bronzo                                         | Bronzo                       |
| Bambini M-F (2014/2016)       | Slovacchia Figei Tomas       | Italia Di Meglio Luca    | Italia Saviello Samuel                         | Italia D'Arbenzio Gabriele   |
| Ragazze F (2011/2013)         | Italia Mallardo Roberta      | Italia Jovanova Glorija  | Italia Cervo Ilaria                            | Slovacchia Kubatova Kristyna |
| Ragazzi M (2011/2013)         | Italia Smilkow Kristijan     | Romania Vlaicu Sebastian | Slovacchia Gregorec Matej Italia Luongo Simone | Finlandia Bellamy Samuel     |
| Cadetti M (2009/2010)         | Finlandia Nie Moritz         | Italia Sasso Alessio     | Italia Grimaldi Adrian                         | Italia Pettrone Tommaso      |
| Cadetti F (2009/2010)         | Italia Marcucci Raffaella    | Italia Maiurri Matilda   | Slovacchia Minarikova Sofia                    | Italia Maloberti Melisenda   |
| Juniores M (2007/2008)        | Francia Livis Sofiane        | Italia Di Meglio Daniel  | Francia Gobin Natan                            | Italia Graziano Sabatino     |
| Juniores F (2007/2008)        | Francia Lilis Aliyah         | Francia Beaugeard Marie  | Romania Iordache Denisa-Maria                  | Italia Russo Giulia          |
| Senior Kyu M (1985/2006)      | Italia Ronga Gianluca        | Francia Arnaud Sebastien | Germania Reinhard Nik                          | Italia Grimaldi Giovanni     |
| Senior Kyu+Dan F (1985/2006)  | Italia Aliberti Miryam       | Italia D'Arienzo Sara    | Francia Caroff Oriane                          | Francia Paganini Mathilde    |
| Senior Dan M (1985/2006)      | Francia Girot Alain          | Italia Silipo Francesco  | Francia Menusier Dorian                        | Serbia Mijajlovic Nikola     |
| Veteran Kyu+Dan M (1975/1984) | Germania Schiller Sven       | Francia Arsene Benjamin  | Italia Baccaro Fabio                           | Italia Leccacorvi Gabriele   |
| Veteran Kyu+Dan F (1975/1984) | Francia Santolaria Stephanie | Finlandia Paala Elina    | Finlandia Laitinen Maija                       | Grecia Aliki Peterson        |
| Super Champion Kihon Dousa    |                              |                          |                                                |                              |
| Italia Aliberti Miryam        |                              |                          |                                                |                              |

### Bambini M-F (2014/2016)
| Specialità                     | Oro                        | Argento                    | Bronzo                  | Bronzo                   |
| Kodachi                        | Slovacchia Figei Tomas     | Italia D'Arbenzio Gabriele | Italia Fucile Antonio   | Romania Fratila Patric   |
| Choken Morote                  | Romania Oprea Ianus-Ionut  | Italia Fucile Antonio      | Italia Conte Cristian   | Italia Sapere Alessandro |
| Tate-Kodachi                   | Italia D'Arbenzio Gabriele | Slovacchia Figei Tomas     | Romania Izdraila Damian | Italia Sapere Alessandro |
| Super Champion Datotsu Bambini |                            |                            |                         |                          |
| Slovacchia Figei Tomas         |                            |                            |                         |                          |

### Ragazzi M (2011/2013)
| Specialità                       | Oro                          | Argento                    | Bronzo                    | Bronzo                        |
| Kodachi                          | Romania Bejan Alexandru      | Romania Savu Nicolas-Petru | Italia Sicurezza Luca     | Romania Sersea Patrick        |
| Choken Morote                    | Slovacchia Gregorec Matej    | Italia Smilkow Kristijan   | Romania Sersea Patrick    | Romania Stan Eric             |
| Choken Free Style                | Italia Luongo Simone Edoardo | Italia Sicurezza Luca      | Slovacchia Gregorec Matej | Romania Nastase Eduard Daniel |
| Tate-Kodachi                     | Romania Bejan Alexandru      | Romania Stan Eric          | Italia Sicurezza Luca     | Romania Ionesti Matei         |
| Super Champion Datotsu Ragazzi M |                              |                            |                           |                               |
| Italia Luongo Simone Edoardo     |                              |                            |                           |                               |

### Ragazzi F (2011/2013)
| Specialità                       | Oro                     | Argento                      | Bronzo                  | Bronzo                   |
| Kodachi                          | Italia Mallardo Roberta | Spagna Jimenez Borrego Berta | Serbia Poposilov Filipa | Romania Ene Maria Sofia  |
| Choken Morote                    | Italia Mallardo Roberta | Italia Cervo Ilaria          | Italia Jovanova Glorija | Romania Ionesti Ioana    |
| Choken Free Style                | Italia Mallardo Roberta | Romania Marin Amalia Elena   | Italia Jovanova Glorija | Italia Cervo Ilaria      |
| Tate-Kodachi                     | Romania Ene Maria Sofia | Romania Marin Amalia Elena   | Romania Ionesti Ioana   | Romania Stan Ioana-Maria |
| Super Champion Datotsu Ragazzi F |                         |                              |                         |                          |
| Italia Mallardo Roberta          |                         |                              |                         |                          |

### Cadetti M (2009/2010)
| Specialità                       | Oro                       | Argento               | Bronzo                   | Bronzo                     |
| Kodachi                          | Italia Pettrone Tommaso   | Rep. Ceca Fiser Jakub | Finlandia Salovirta Onni | Romania Bacaru Luca        |
| Choken Morote                    | Slovacchia Ostrom Dominik | Finlandia Nie Moritz  | Rep. Ceca Kasok Jakub    | Rep. Ceca Bohonosiuki Ivan |
| Choken Free Style                | Italia Pavia Antonino     | Italia Sasso Alessio  | Romania Bacaru Luca      | Slovacchia Ostrom Dominik  |
| Nito                             | Italia Sasso Alessio      | Italia Pavia Antonino | Italia Grimaldi Adrian   | Italia Pettrone Tommaso    |
| Tate-Kodachi                     | Italia Merli Stefano      | Italia Sasso Alessio  | Italia Jovanov Nikola    | Rep. Ceca Kasok Jakub      |
| Super Champion Datotsu Cadetti M |                           |                       |                          |                            |
| Italia Pavia Antonino            |                           |                       |                          |                            |

### Cadetti F (2009/2010)
| Specialità                       | Oro                       | Argento                    | Bronzo                     | Bronzo                     |
| Kodachi                          | Rep. Ceca Ticha Sophie    | Francia Dos Santos Ambre   | Italia Maiurri Matilda     | Rep. Ceca Kolot Oleksandra |
| Choken Morote                    | Italia Maiurri Matilda    | Italia Marcucci Raffaella  | Serbia Golomeic Dejana     | Rep. Ceca Minarikova Sofia |
| Choken Free Style                | Francia Dos Santos Ambre  | Rep. Ceca Kolot Oleksandra | Serbia Golomeic Dejana     | Rep. Ceca Ticha Sofie      |
| Nito                             | Italia Marcucci Raffaella | Serbia Golomeic Dejana     | Rep. Ceca Minarikova Sofia | Italia Maloberti Melisenda |
| Tate-Kodachi                     | Francia Dos Santos Ambre  | Italia Maloberti Melisenda | Italia Maiurri Matilda     | Rep. Ceca Kolot Oleksandra |
| Super Champion Datotsu Cadetti F |                           |                            |                            |                            |
| Italia Maiurri Matilda           |                           |                            |                            |                            |

### Juniores M (2007/2008)
| Specialità                        | Oro                           | Argento                    | Bronzo                     | Bronzo                        |
| Kodachi                           | Italia Mercone Jacopo         | Italia Cennamo Ciro        | Francia Alves Lopez Alexis | Francia Weiss Lecollier Kenzo |
| Choken Morote                     | Francia Weiss Lecollier Kenzo | Francia Alves Lopez Alexis | Italia Graziano Sabatino   | Slovacchia Kubat Sean         |
| Choken Free Style                 | Italia Mercone Jacopo         | Italia Di Meglio Daniel    | Francia Bouquin Theo       | Serbia Stojanov Lazar         |
| Nito                              | Francia Livis Sophiane        | Francia Gobin Natan        | Italia Graziano Sabatino   | Serbia Kosanovic Ivan         |
| Tate-Kodachi                      | Francia Alves Lopez Alexis    | Francia Saint Jean Steven  | Serbia Stojanov Lazar      | Romania Sologon Rares-Andrei  |
| Tate-Choken                       | Italia Di Meglio Daniel       | Italia D'Arbenzio Emanuele | Italia Baccaro Cristian    | Francia Bouquin Theo          |
| Super Champion Datotsu Juniores M |                               |                            |                            |                               |
| Francia Livis Sophiane            |                               |                            |                            |                               |

### Juniores F (2007/2008)
| Specialità                        | Oro                           | Argento                      | Bronzo                       | Bronzo                        |
| Kodachi                           | Italia Martini Elisa          | Italia Terzijeva Viktorija   | Italia Gioffredi Francesca   | Serbia Tolanov Sofija         |
| Choken Morote                     | Romania Iordache Denisa-Maria | Italia Patalano Giulia       | Italia Gioffredi Francesca   | Italia Russo Giulia           |
| Choken Free Style                 | Francia Livis Aliyah          | Francia Beaugeard Marie      | Italia Patalano Giulia       | Italia Martini Elisa          |
| Nito                              | Francia Livis Aliyah          | Francia Beaugeard Marie      | Italia Patalano Giulia       | Italia Russo Giulia           |
| Tate-Kodachi                      | Italia Gioffredi Francesca    | Romania Constantinescu Maria | Serbia Kosanovic Andjela     | Rep. Ceca Hapujdova Kristyna  |
| Tate-Choken                       | Francia Livis Aliyah          | Francia Beaugeard Marie      | Romania Constantinescu Maria | Romania Iordache Denisa-Maria |
| Super Champion Datotsu Juniores F |                               |                              |                              |                               |
| Francia Livis Aliyah              |                               |                              |                              |                               |

### Senior Kyu M (1985/2006)
| Specialità                          | Oro                        | Argento                  | Bronzo                     | Bronzo                      |
| Kodachi                             | Francia Berlivet Yael      | Francia Edon Pierrick    | Italia Piccoli Marco       | Italia Penna Angelo         |
| Choken Morote                       | Francia Bernasconi Nicolas | Italia Ronga Gianluca    | Italia De Souza Pedro      | Polonia Klibisz Sebastian   |
| Choken Free Style                   | Italia Ronga Gianluca      | Italia Lamanna Andrea    | Italia De Souza Pedro      | Rep. Ceca Limprecht Vojtech |
| Nito                                | Francia Bernasconi Nicolas | Francia Edon Pierrick    | Italia Penna Angelo        | Germania Cypra Simon        |
| Tate-Kodachi                        | Francia Bordet Kevin       | Francia Pierrard Dimitri | Francia Arnaud Sebastien   | Francia Edon Pierrick       |
| Tate-Choken                         | Francia Arnaud Sebastien   | Francia Berlivet Yael    | Francia Bernasconi Nicolas | Serbia Stojanov Vidoje      |
| Super Champion Datotsu Senior Kyu M |                            |                          |                            |                             |
| Francia Arnaud Sebastien            |                            |                          |                            |                             |

### Senior Dan M (1985/2006)
| Specialità                          | Oro                        | Argento                    | Bronzo                     | Bronzo                    |
| Kodachi                             | Italia Galbiati Gianluca   | Francia Floris Sandro      | Rep. Ceca Bartunek Martin  | Spagna Vara Fuertes Roger |
| Choken Morote                       | Francia Courtois Jeremy    | Germania Gottwald Johannes | Francia Floris Sandro      | Germania Grimm Thorsten   |
| Choken Free Style                   | Francia Cetaire Arthur     | Francia Girot Alain        | Italia Galbiati Gianluca   | Francia Lemoine Nicolas   |
| Nito                                | Francia Girot Alain        | Italia Arpino Francesco    | Francia Froment Jeremy     | Francia Piat Florentin    |
| Tate-Kodachi                        | Francia Cetaire Arthur     | Italia Arpino Francesco    | Germania Gottwald Johannes | Francia Courtois Jeremy   |
| Tate-Choken                         | Francia Froment Jeremy     | Francia Cetaire Arthur     | Italia Arpino Francesco    | Italia Silipo Francesco   |
| Tanto                               | Francia Fournaud Florentin | Francia Menusier Dorian    | Francia Froment Jeremy     | Francia Jouneau Hug       |
| Super Champion Datotsu Senior Dan M |                            |                            |                            |                           |
| Francia Cetaire Arthur              |                            |                            |                            |                           |

### Senior Kyu+Dan F (1985/2006)
| Specialità                              | Oro                       | Argento                          | Bronzo                           | Bronzo                     |
| Kodachi                                 | Italia Aliberti Miryam    | Italia D'Arienzo Sara            | Francia Caroff Oriane            | Francia Paganini Mathilde  |
| Choken Morote                           | Italia Aliberti Viviana   | Francia Caroff Oriane            | Germania Schmeichel Melissa      | Germania Koch Helen        |
| Choken Free Style                       | Italia Antonucci Asja     | Francia Andrianaivohary Catalina | Francia Badir Laissa             | Francia Gantier Lydiane    |
| Nito                                    | Italia Aliberti Miryam    | Francia Gauthier Aurelia         | Francia Andrianaivohary Catalina | Francia Gantier Lydiane    |
| Tate-Kodachi                            | Francia Paganini Mathilde | Francia Caroff Oriane            | Francia Badir Laissa             | Italia Abouelenein Jasmine |
| Tate-Choken                             | Italia Aliberti Miryam    | Francia Paganini Mathilde        | Italia De Simone Martina         | Italia Aliberti Viviana    |
| Super Champion Datotsu Senior Kyu+Dan F |                           |                                  |                                  |                            |
| Italia Aliberti Miryam                  |                           |                                  |                                  |                            |

### Veterans M Group A (1975/1984)
| Specialità                                | Oro                          | Argento                      | Bronzo                       | Bronzo                     |
| Kodachi                                   | Spagna Cuchi Calderon Sercio | Spagna Jodar Garcia Toni     | Spagna Lopez Pradas Jesus    | Italia Leccacorvi Gabriele |
| Choken Morote                             | Slovacchia Figei Tibor       | Italia Baccaro Fabio         | Francia Arsene Benjamin      | Italia Leccacorvi Gabriele |
| Choken Free Style                         | Germania Schiller Sven       | Italia Baccaro Fabio         | Spagna Lopez Pradas Jesus    | Spagna Jodar Garcia Toni   |
| Nito                                      | Germania Schiller Sven       | Slovacchia Figei Tibor       | Francia Arsene Benjamin      | Italia Baccaro Fabio       |
| Tate-Kodachi                              | Italia Leccacorvi Gabriele   | Spagna Cuchi Calderon Sercio | Spagna Jodar Garcia Toni     | Spagna Lopez Pradas Jesus  |
| Tate-Choken                               | Slovacchia Figei Tibor       | Germania Schiller Sven       | Spagna Cuchi Calderon Sercio | Francia Arsene Benjamin    |
| Super Champion Datotsu Veterans M Group A |                              |                              |                              |                            |
| Germania Schiller Sven                    |                              |                              |                              |                            |

### Veterans M Group B (1930/1974)
| Specialità                                | Oro                           | Argento                    | Bronzo                              | Bronzo                     |
| Kodachi                                   | Polonia Jerzykowski Krzysztof | Rep. Ceca Kasok Roman      | Italia Farina Modesto               | Spagna Diaz Aranda Antonio |
| Choken Morote                             | Polonia Jerzykowski Krzysztof | Germania Drexler Oliver    | Romania Ungureanu Dragos Constantin | Germania Lohr Maik         |
| Choken Free Style                         | Germania Lohr Maik            | Rep. Ceca Kasok Roman      | Italia Quaglietta Massimo           | Italia Pincay Josè Agustin |
| Nito                                      | Germania Drexler Oliver       | Italia Pincay Josè Agustin | Italia Quaglietta Massimo           | Italia Farina Modesto      |
| Tate-Choken                               | Italia Farina Modesto         | Italia Pincay Josè Agustin | Polonia Jerzykowski Krzysztof       | Italia Quaglietta Massimo  |
| Super Champion Datotsu Veterans M Group B |                               |                            |                                     |                            |
| Italia Farina Modesto                     |                               |                            |                                     |                            |

### Veterans F (1930/1974)
| Specialità                        | Oro                            | Argento                        | Bronzo                         | Bronzo                    |
| Kodachi                           | Polonia Szczepanska Malgorzata | Polonia Trzcinska Anna         | Finlandia Laitinen Maija       | Finlandia Paala Elina     |
| Choken Morote                     | Finlandia Paala Elina          | Polonia Szczepanska Malgorzata | Grecia Aliki Peterson          | Polonia Trzcinska Anna    |
| Choken Free Style                 | Francia Santolaria Stephanie   | Finlandia Paala Elina          | Spagna Alvarez Paiz Noelia     | Spagna Vidal Geronimo Eva |
| Tate-Kodachi                      | Francia Santolaria Stephanie   | Spagna Vidal Geronimo Eva      | Polonia Szczepanska Malgorzata | Polonia Trzcinska Anna    |
| Super Champion Datotsu Veterans F |                                |                                |                                |                           |
| Francia Santolaria Stephanie      |                                |                                |                                |                           |

## Medagliere
|      |            | Gare Individuali | Gare Individuali | Gare Individuali | Gare Individuali | Gare a Squadre | Gare a Squadre | Gare a Squadre | Grand Champion | Totale Medaglie |
| Pos. | Nazione    | Oro              | Argento          | Bronzo           | Totale           | Oro            | Argento        | Bronzo         |                | Totale          |
| ---- | ---------- | ---------------- | ---------------- | ---------------- | ---------------- | -------------- | -------------- | -------------- | -------------- | --------------- |
| 1    | Italia     | 31               | 31               | 59               | 121              | 3              | 2              |                | 7              | 133             |
| 2    | Francia    | 26               | 23               | 27               | 76               | 2              | 3              |                | 5              | 86              |
| 3    | Slovacchia | 6                | 2                | 8                | 16               |                |                | 1              | 1              | 18              |
| 4    | Germania   | 5                | 4                | 8                | 17               |                |                | 2              | 1              | 20              |
| 5    | Romania    | 5                | 6                | 19               | 30               |                |                | 3              |                | 33              |
| 6    | Polonia    | 3                | 2                | 5                | 10               |                |                | 1              |                | 11              |
| 7    | Finlandia  | 2                | 3                | 5                | 10               |                |                |                |                | 10              |
| 8    | Rep. Ceca  | 1                | 4                | 9                | 14               |                |                | 1              |                | 15              |
| 9    | Spagna     | 1                | 4                | 10               | 15               |                |                |                |                | 15              |
| 10   | Serbia     |                  | 1                | 10               | 11               |                |                | 2              |                | 13              |
| 10   | Grecia     |                  |                  | 2                | 2                |                |                |                |                | 2               |